# Ioánnis Gklavákis
 (janvier 2017).
Si vous disposez d'ouvrages ou d'articles de référence ou si vous connaissez des sites web de qualité traitant du thème abordé ici, merci de compléter l'article en donnant les références utiles à sa vérifiabilité et en les liant à la section « Notes et références ».
Ioánnis Gklavákis (en grec moderne : Ιωάννης Γκλαβάκης), né le 10 octobre 1949 à Thessalonique, est un homme politique grec membre de Nouvelle Démocratie (ND). Il est député au Parlement européen dans le Groupe du Parti populaire européen et des démocrates européens (PPE-DE) lors de la législature 2004-2009.